# Pasternik (Suchedniów)
Pasternik – dzielnica w centralnej części miasta Suchedniowa w woj. świętokrzyskim, w powiecie skarżyskim. Rozpościera się w rejonie ulic Pasternik i Ogrodowej.